# روبوکاپ در برابر ترمیناتور
«روبوکاپ در برابر ترمیناتور» (انگلیسی: RoboCop Versus The Terminator) یک بازی ویدئویی در سبک بازی اکشن-ماجرایی است که توسط Virgin Interactive و در سال ۱۹۹۱ و در پلت‌فرم‌های سگا مگا درایو و سوپر نینتندو منتشر شده‌است.